# 增江街道
增江街道，是中华人民共和国广东省广州市增城区下辖的一个乡镇级行政单位。

## 行政区划
增江街道下辖以下地区：
桥东社区、东湖社区、光耀村、联益村、五星村、光辉村、东方村、西山村、陆村、白湖村、初溪村、四丰村和大埔围村。